# Stare Selo, Jîdaciv
Stare Selo (în ucraineană Старе Село) este un sat în comuna Monastîreț din raionul Jîdaciv, regiunea Liov, Ucraina.

## Demografie
Componența lingvistică a localității Stare Selo
     Ucraineană (99,7%)
     Alte limbi (0,3%)
Conform recensământului din 2001, majoritatea populației localității Stare Selo era vorbitoare de ucraineană (99,7%), existând în minoritate și vorbitori de alte limbi.